# Sarpreet Singh
Sarpreet Singh (Auckland, 20 februari 1999) is een Nieuw-Zeelands voetballer die bij voorkeur als offensieve middenvelder speelt. Hij tekende in 2019 bij Bayern München.

## Clubcarrière
Singh speelde 39 wedstrijden voor Wellington Phoenix in de Australische A-League. In juli 2019 trok hij naar Bayern München, waar hij aansloot bij het tweede elftal, dat uitkomt in de 3. Liga. Op 14 december 2019 debuteerde de Nieuw-Zeelander voor Bayern München in de Bundesliga tegen Werder Bremen.

## Interlandcarrière
Op 24 maart 2018 debuteerde Singh voor Nieuw-Zeeland in een oefeninterland tegen Canada. Op 2 juni 2018 scoorde hij zijn eerste interlandtreffer tegen Kenia.